# Вудбери Хајтс (Њу Џерзи)
Вудбери Хајтс (енгл. Woodbury Heights) град је у америчкој савезној држави Њу Џерзи.

## Демографија
По попису из 2010. године број становника је 3.055, што је 67 (2,2%) становника више него 2000. године.
| Група             | 2000.         | 2010.         |
| Белци             | 2.858 (95,6%) | 2.790 (91,3%) |
| Афроамериканци    | 46 (1,5%)     | 104 (3,4%)    |
| Азијати           | 30 (1,0%)     | 50 (1,6%)     |
| Хиспаноамериканци | 37 (1,2%)     | 74 (2,4%)     |
| Укупно            | 2.988         | 3.055         |